# Magal e os Formigas
Magal e os Formigas é um filme de comédia-dramática brasileiro, que traz a história de um aposentado ranzinza que tem visões com o cantor Sidney Magal, com direção de Newton Cannito.
Segundo Magal, é algo prazeroso "...participar de uma comédia nacional que leva meu nome, principalmente poder mostrar o quanto a música e o artista são capazes de transformar a vida das pessoas fora dos palcos."

## Sinopse
A história do filme é inspirada na fábula A Cigarra e a Formiga e, segundo o diretor Cannito, faz o cantor Magal ser "um anjo cigarra... mentor de um velhinho depressivo falido que precisa curtir mais a vida”
O operário aposentado João (Rizzo) passou toda a juventude no trabalho em uma fábrica e, quando se aposenta, enfrenta situações de falta de reconhecimento e os aborrecimentos da mulher. Então, numa situação fantástica depois de um tipo de delírio, ele começa a ter visões com o cantor Sidney Magal (como ele mesmo) que tenta lhe mostrar que a vida não é somente aquilo, que a diversão também é necessária. Numa espécie de amigo imaginário, Magal e João vivem situações de humor.

## Produção
O filme teve seu teste de audiência em várias sessões, sendo a quarta delas no dia 5 de julho de 2016, no cinema Caixa Belas Artes, de São Paulo.
O lançamento, após os testes, foi anunciado em setembro de 2016 pela Europa Filmes para o dia 3 de novembro do mesmo ano.

## Elenco
O elenco principal é formado por:
- Sidney Magal, como ele mesmo
- Norival Rizzo, como João, o protagonista
- Imara Reis, como Mary
- Mel Lisboa, Sandra
- Ester Laccava, Marlene
- Teca Pereira, Elvira
- Nicolas Trevijano, Sérgio
- Zé Carlos Machado, Norberto.